# Смородин, Сергей Дмитриевич
Сергей Дмитриевич Смородин (15 февраля 1994, Ташкент) — узбекистанский футболист, вратарь.

## Биография
Начал заниматься футболом в 7-летнем возрасте в одной из секций Ташкента, а в 10 лет перешёл в ДЮСШ «Пахтакор». В 2012 году начал выступать за «Пахтакор-2» во второй лиге Узбекистана. В 2013 году был отдан в аренду в клуб первой лиги «Андижан», где ко второму кругу смог стать основным вратарём. После выхода «Андижана» в высший дивизион клуб выкупил контракт игрока, однако одновременно был приобретён более опытный вратарь, поэтому Смородин лишился места в основе. Свой единственный матч за «Андижан» в высшей лиге сыграл 7 ноября 2014 года против «Нефтчи» (0:1). В 2015 году перешёл в «Нефтчи», там провёл два сезона, но был только запасным вратарём.
В начале 2017 года перешёл в одесский «Черноморец», но по большей части выступал за резервный состав команды, за календарный год провёл 11 матчей и пропустил 16 голов в первенстве дублёров. В высшей лиге Украины сыграл единственный матч 27 августа 2017 года против луганской «Зари» (0:5).
В 2018 году играл за мальдивский клуб «Грин Стритс».
С 14-летнего возраста призывался в сборные Узбекистана младших возрастов. Серебряный призёр чемпионата Азии до 16 лет 2010 года, четвертьфиналист чемпионата мира до 17 лет 2011 года, на этих турнирах был резервным вратарём.

## Личная жизнь
Женат на уроженке Кривого Рога.